# Nipponeurorthus punctatus
Nipponeurorthus punctatus är en insektsart som först beskrevs av Nakahara 1915.  Nipponeurorthus punctatus ingår i släktet Nipponeurorthus och familjen Nevrorthidae. Inga underarter finns listade i Catalogue of Life.